# Aéroport international de Phnom Penh
L'aéroport international de Phnom Penh (code IATA : PNH • code OACI : VDPP) est le plus grand aéroport du Cambodge. Il est situé à sept kilomètres de Phnom Penh, la capitale du royaume.
Un nouveau aéroport : Aéroport international de Techo-Ta Khmau (code IATA : PNH • code OACI : VDPP) (après son ouverture, le nouvel aéroport prendra le code de l'ancien aéroport) est en construction à environ 30-40 kilomètres au sud de Phnom Penh, dans la province de Kandal , qui devrait être pleinement opérationnel d'ici 2025.

## Histoire
Un terrain d’aviation fut construit dans les années 1920 qui servit de base à l'Armée de l'air française, mais l’aéroport proprement dit, dont l’ancien nom est Aéroport international de Pochentong, date de 1964. Ce nom lui serait venu d’un figuier des pagodes (PO en Khmer) planté par un Chinois (TCHEN) du nom de TONG.
Dès 1970, il devient une cible pour la guérilla qui lutte contre le régime de la république khmère,, et l’aérogare devient au début de 1975 la seule possibilité de ravitaillement de la capitale encerclée. Ce pont aérien acheminera chaque mois entre 30 000 et 40 000 tonnes de marchandises. Aussi, la prise de Pochentong le 13 avril 1975 par les khmers rouges précèdera de peu la chute de Phnom Penh. À cette occasion, plusieurs centaines d’avions et d’hélicoptères seront récupérés, qui constitueront le gros des forces aériennes du régime de Pol Pot.
De 1975 au début des années 1990, par suite de la fermeture du pays par les Khmers rouges puis de l'embargo de la communauté internationale sur le Cambodge, l'aéroport aura une activité réduite.
Le 6 juillet 1995, le gouvernement royal du Cambodge a signé un accord avec le consortium franco-Malaisien Société Concessionnaire d’Aéroport (SCA) – détenu à 70 % par le groupe Grands travaux de Marseille et à 30 % par Muhibbah Masterron – pour gérer l’aérogare. En échange de cette licence courant sur 20 ans, SCA s’est engagée dans un programme d’amélioration de 110 millions de dollars US comprenant la construction d’une nouvelle piste, d’un terminal, de hangars à cargo, l’installation d’un système ILS et l’éclairage associé. Le groupe Louis Berger a été choisi par le gouvernement pour fournir des prestations indépendantes d’ingénierie pendant la concession, auditer la conception et donner des conseils sur la faisabilité et le coût des améliorations proposées. Ce cabinet a également dû superviser le travail initial visant à permettre à l’aéroport d’accueillir de gros avions de ligne tels les Boeing 747. Ces travaux incluaient la remise en état des pistes, l’installation du nouveau système ILS, des équipements météorologiques, l’électrification et l’éclairage des accès ainsi que la construction d’une nouvelle caserne de pompiers. Après cela et pour répondre à l’accroissement du trafic lié au tourisme, un nouveau terminal de 18 000 m² est sorti de terre. Sa construction, d’un montant de 22 millions de dollars US comprenait aussi trois passerelles, 700 places de stationnement et des équipements pour les voyageurs des classes supérieures. Il s’agit là d’une des premières concessions internationales accordées dans le pays après le retour de la royauté.
En avril 2003, les services de gestion de l’aéroport obtiennent leur certification ISO 9001:2000.
En 2008, la barre symbolique du million et demi de passagers est dépassée (exactement 1 691 870 voyageurs).

## Situation
| Sihanoukville Siem Reap Phnom Penh |

## Compagnies et destinations
En raison de la crise COVID-19, les destinations sont affectées. 
Information : 

Une liaison avec Stockholm avait aussi été ouverte à la fin de 2007 par la compagnie Finnair, mais la desserte a depuis été abandonnée.
Entre le 27 mars 2011 et février 2013, la compagnie Air France reliait Paris à Phnom Penh avec 3 vols hebdomadaires permettant pour la première fois à ses voyageurs de joindre la capitale du Cambodge, avec une escale d'une heure et demie à Bangkok, sans changer d’avion. Les vols ont été assurés en Airbus A340-300 lors du lancement puis en Boeing 777-200ER depuis l'été 2011.
Liste des destinations :
| Compagnies                    | Destinations |
| ----------------------------- | --- |
| AirAsia                       | Kuala Lumpur |
| AirAsia Cambodia              | Kuala Lumpur, Siem Reap-Angkor |
| Air China                     | Pékin-Capitale |
| Asiana Airlines               | Séoul-Incheon |
| Bangkok Airways               | Bangkok-Suvarnabhumi |
| Cambodia Airways              | - Bangkok-Suvarnabhumi, - Canton-Baiyun, - Changsha, - Chengdu-Tianfu, - Chongqing-Jiangbei, - Haikou, - Hô Chi Minh Ville (Tân Sơn Nhất), - Shantou-Chaozhou-Jieyang, - Jinan, - Kuala Lumpur, - Macao, - Nantong Xingdong, - Ningbo, - Pékin-Daxing, - Sanya-Phénix, - Shenzhen-Bao'an, - Singapour-Changi |
| Cambodia Angkor Air           | - Bangkok-Suvarnabhumi, - Canton-Baiyun, - Delhi-Indira Gandhi, - Hanoï-Nội Bài, - Hô Chi Minh Ville (Tân Sơn Nhất), - Hong Kong, - Nanning, - Siem Reap-Angkor, - Shenzhen-Bao'an, - Zhengzhou |
| Cathay                        | Hong Kong |
| China Airlines                | Taïwan-Taoyuan |
| China Eastern Airlines        | Kunming-Changshui, Shanghai-Pudong, Wuhan |
| China Southern Airlines       | Canton-Baiyun |
| Emirates                      | Dubaï, Singapour-Changi |
| EVA Air                       | Taïwan-Taoyuan |
| Indonesia AirAsia             | Djakarta-S.-Hatta |
| Korean Air                    | Séoul-Incheon |
| Malaysia Airlines             | Kuala Lumpur |
| Myanmar Airways International | Rangoun (Yangon) |
| PAL Express                   | Manille-N. Aquino |
| Qatar Airways                 | Doha-Hamad, Hô Chi Minh Ville (Tân Sơn Nhất) |
| Shenzhen Airlines             | Shenzhen-Bao'an |
| Singapore Airlines            | Singapour-Changi |
| Sky Angkor Airlines           | Bangkok-Don Muang, Bangkok-Suvarnabhumi, Macao, Séoul-Incheon, Shanghai-Pudong |
| Spring Airlines               | Canton-Baiyun, Shanghai-Pudong, Shenzhen-Bao'an |
| Thai AirAsia                  | Bangkok-Don Muang |
| Thai Airways International    | Bangkok-Suvarnabhumi |
| Thai Smile                    | Bangkok-Suvarnabhumi |
| Thai Vietjet Air              | Bangkok-Suvarnabhumi |
| Vietnam Airlines              | Hanoï-Nội Bài, Hô Chi Minh Ville (Tân Sơn Nhất), Vientiane-Wattay |
| XiamenAir                     | Chongqing-Jiangbei, Xiamen-Gaoqi |

Édité le 17/02/2022  Actualisé le 19/10/2024

### Cargo
| Compagnies           | Destinations                          |
| -------------------- | ------------------------------------- |
| Cathay Pacific Cargo | Hong Kong, Penang, Singapore          |
| Emirates SkyCargo    | Dubaï Al Maktoum                      |
| Ethiad Cargo         | Abou Dabi                             |
| Garuda Cargo         | Djakarta-S.-Hatta                     |
| K-Mile Air           | Bangkok-Suvarnabhumi                  |
| Qatar Airways Cargo  | Doha                                  |
| SF Airlines          | Shenzhen-Bao'an                       |
| Turkish Cargo        | Istanbul-Atatürk, Hyderabad-R. Gandhi |

Édité le 27/05/2022

## Liaisons avec le centre-ville
Même si des projets de tramway ou de SkyTrain similaire à celui de Bangkok sont à l'étude, ceux-ci en sont encore au stade de l’ébauche.
Depuis 2015, l’aéroport est desservi par la ligne numéro 03 du réseau de transport en commun de Phnom Penh (en). De plus, d'autres moyens de déplacement plus traditionnels sont disponibles tels que les taxis, les tuk-tuk ou les Moto taxi (les fameux motodop) pour faire les quelque 7 kilomètres qui séparent le centre de l’aérogare.

## Situation
| Sihanoukville Siem Reap Phnom Penh |

## Accidents
Depuis le rétablissement de la royauté en 1993, l’Aviation Safety Network a recensé 4 incidents concernant des avions en provenance ou à destination de Phnom Penh.
| Date             | Provenance                       | Destination             | Vol    | Compagnie                          | Avion                  | Victimes | Notes |
| ---------------- | -------------------------------- | ----------------------- | ------ | ---------------------------------- | ---------------------- | -------- | --- |
| 30 avril 1997    | Phnom Penh - Pochentong          | Kampong Chhnang         | N9825F | TransNorthern Aviation             | Cessna 208 Caravan I   | 2        | L'avion s'est écrasé dans une zone montagneuse près de Kampong Chhnang alors qu'il rentrait d'une mission de prospection aérienne pour une compagnie pétrolière japonaise. |
| 3 septembre 1997 | Hô Chi Minh Ville - Tân Sơn Nhất | Phnom Penh - Pochentong | VN815  | Vietnam Airlines                   | Tupolev Tu-134B-3      | 65       | Le commandant a ignoré les instructions de la tour de contrôle de Phnom Penh lui conseillant de changer d'aéroport et de son copilote d'annuler l'approche à cause du manque de visibilité et des fortes pluies. L'appareil a accroché la cime d'arbres à 300 mètres de la piste et s'est écrasé dans un champ de riz alors qu'il était en phase d'attente. |
| 21 novembre 2005 | Phnom Penh - Pochentong          | Rotanah Kiri - Banlung  | XU-072 | Royal Phnom Penh Airways & PMT Air | Xian Yunshuji Y-7-100C | 0        | L'Y-7 a heurté le bord de la piste d'atterrissage de Banlung et s'est affaissé, provoquant la perte de son moteur principal droit. L'appareil fut démonté dans le Rotanah Kiri et transporté à Phnom Penh. |
| 17 octobre 2007  | Phnom Penh - Pochentong          | Singapour - Changi      | XU-365 | Imtrec Aviation                    | Antonov An-12BP        | 0        | L'avion-cargo s'est écrasé dans un champ de riz inondé, à environ 25 kilomètres à l'ouest de l'aéroport de Phnom Penh. Un membre d'équipage souffrait de fractures à une jambe et à une main alors que les 4 autres occupants s’en sont sortis indemnes. L'appareil avait amorcé un retour à la suite d'un incident, probablement une fuite de carburant.   |

## Statistiques
Le graphique qui aurait dû être présenté ici ne peut pas être affiché car il utilise l'ancienne extension Graph, désactivée pour des questions de sécurité. Des indications pour créer un nouveau graphique avec la nouvelle extension Chart sont disponibles ici.

Voir la requête brute et les sources sur Wikidata.